# مینه توگای
مینه توگای (به ترکی استانبولی: Mine Tugay) (زاده ۲۸ ژوئیهٔ ۱۹۷۸ در قونیه، ترکیه) هنرپیشه اهل ترکیه است.

## زندگی‌نامه و تحصیلات
توگای از سنین خیلی پایین عاشق بازیگری بود و پس از اتمام دوران مدرسه خود به دانشگاه بازیگری شهر استانبول رفت و از آن دانشگاه فارغ‌التحصیل شد. او بعد از دانشگاه به سراغ تئاتر رفت و با اجرای تئاتر ها و نمایش های متعدد به سرعت محبوب شد .اولین حضور او در تلویزیون ترکیه، به عنوان یک چهره تبلیغاتی بود. مینه توگای اولین سریال خود با عنوان gulbeyaz را در سال ۲۰۰۲ بازی کرد. همچنین جوایز متعددی به عنوان نقش اصلی یا مکمل زن کسب نموده است.
وی در مجموعه تلویزیونی گوزل در نقش آسمان نقش آفرینی کرده‌است. همچنین در مجموعه تلویزیونی بوی توت‌فرنگی در نقش الچین و در  جزر و مد در نقش اندر سرز و روزی روزگاری در نقش بهار نیز به ایفای نقش پرداخته‌است. او هم اکنون در مجموعه تلویزیونی استانبول ظالم حضور دارد.